# Józef Szaniawski (politolog)

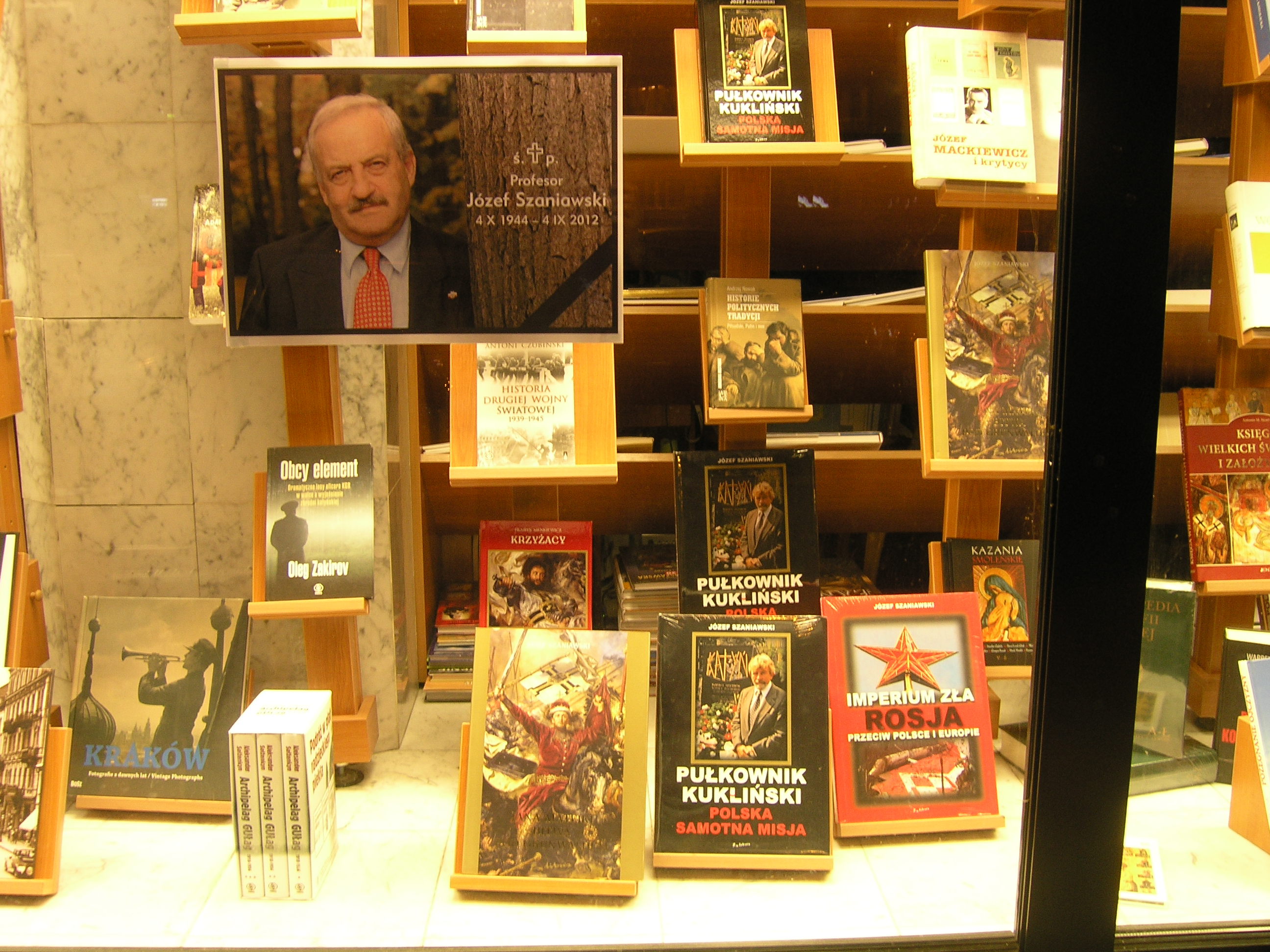
Klepsydra Józefa Szaniawskiego na tle jego książek w Księgarni Naszego Dziennika w al. Solidarności w Warszawie

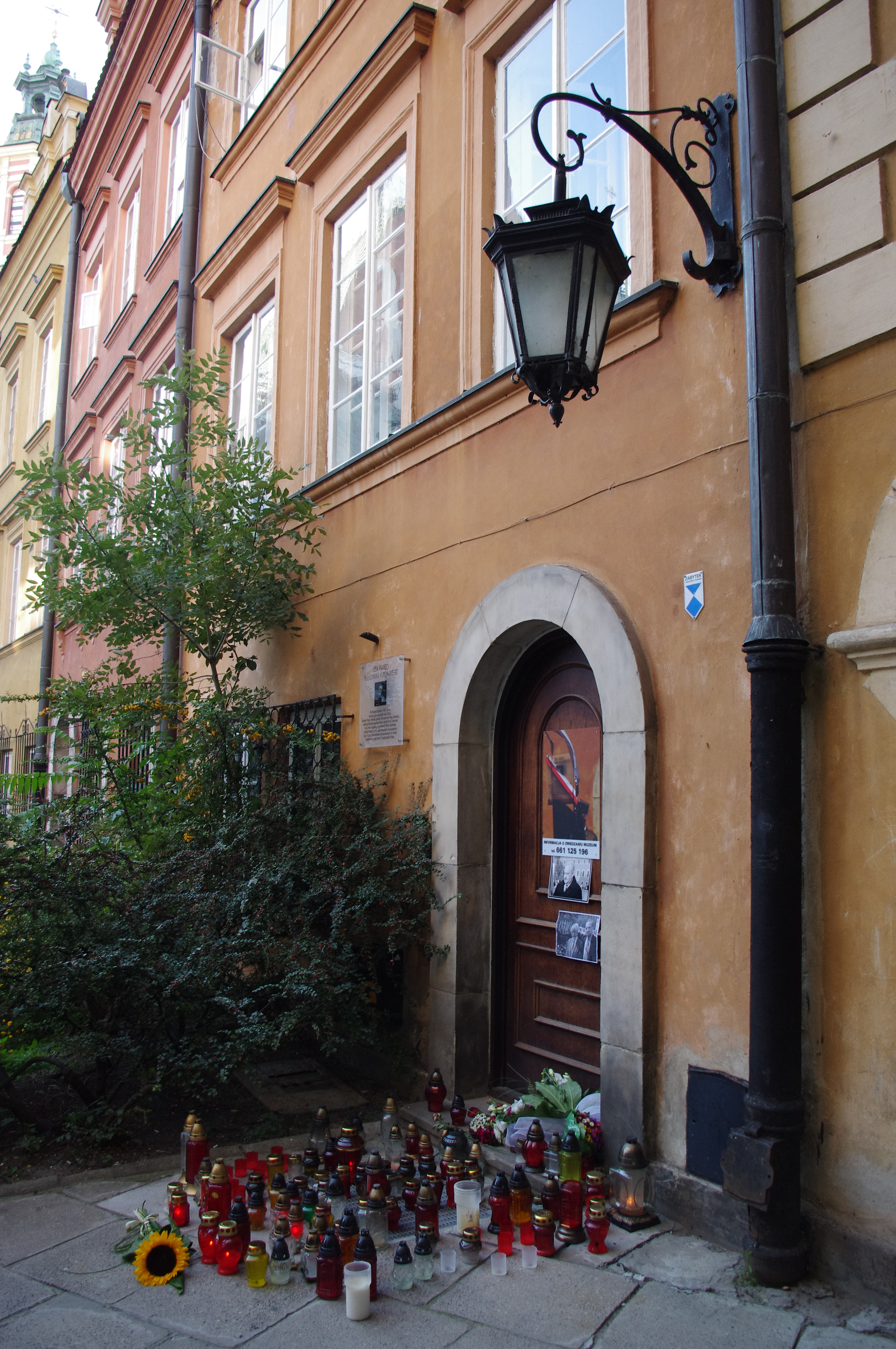
Znicze palone przez zwolenników, czytelników i studentów Józefa Szaniawskiego w tygodniu po jego tragicznej śmierci przed Izbą Pamięci Pułkownika Kuklińskiego na ul. Kanonia w Warszawie, której był organizatorem

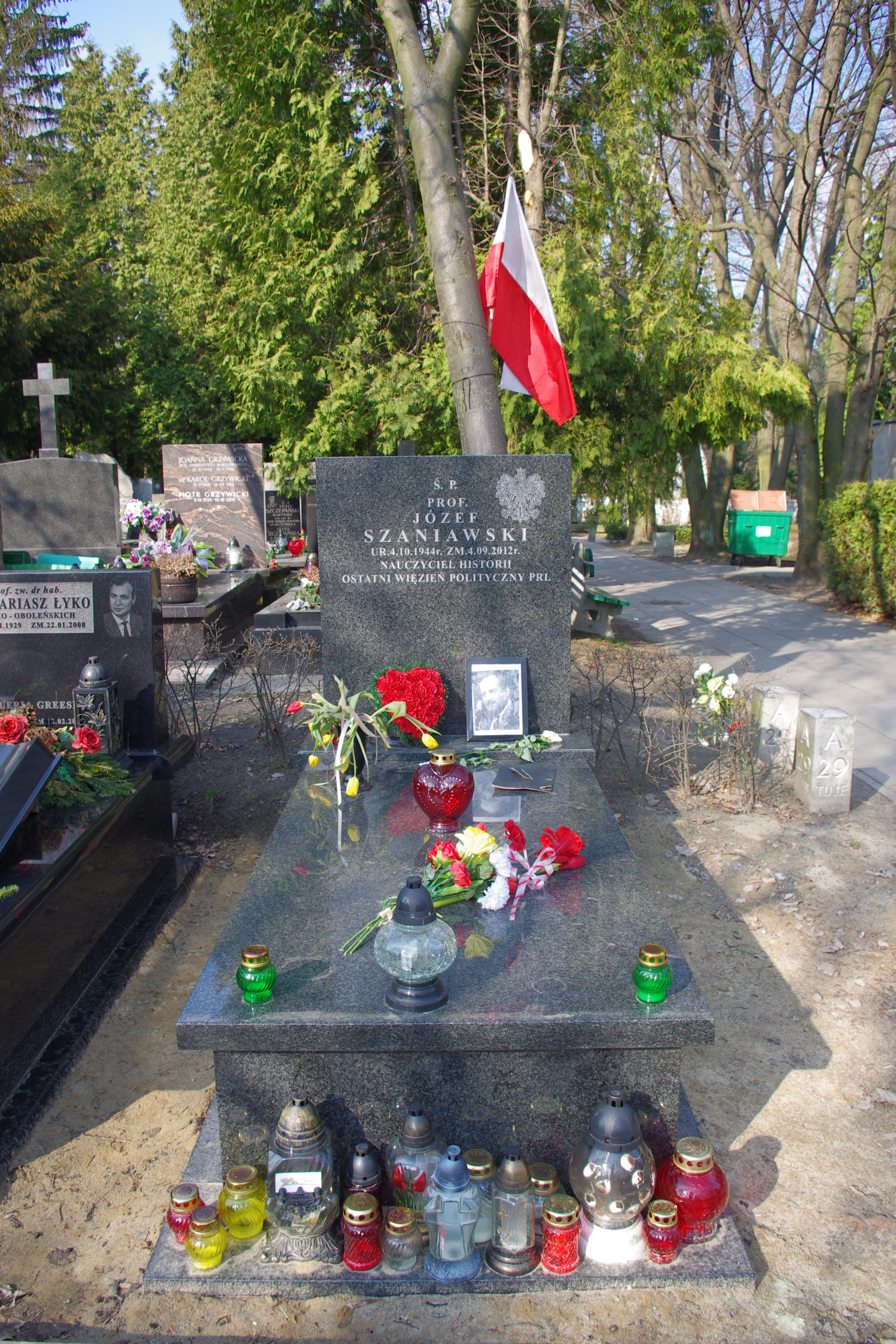
Grób Józefa Szaniawskiego na Cmentarzu Wojskowym na Powązkach

Józef Antoni Szaniawski (ur. 4 października 1944 we Lwowie, zm. 4 września 2012 w Tatrach) – polski politolog, doktor historii, sowietolog, dziennikarz, ostatni więzień polityczny PRL.

## Życiorys
Syn Ignacego, pedagoga, profesora Uniwersytetu Warszawskiego, oraz Julii z Tarczyłów, nauczycielki języka polskiego.

### PRL
W latach 1970–1985 był redaktorem PAP w Warszawie. Przez krótki okres należał do Towarzystwa Przyjaźni Polsko-Radzieckiej. Od 1973 nawiązał konspiracyjną współpracę z Radiem Wolna Europa, któremu przekazał wiele depesz nieocenzurowanych jeszcze przez władze komunistyczne. Dla rozgłośni w ciągu 11 lat napisał i przesłał ponad pół tysiąca tajnych korespondencji. Poznał wtedy Jana Nowaka-Jeziorańskiego. Działał przeciw wpływom radzieckim w Polsce i na rzecz integracji Polski z NATO. W 1985 został wykryty przez WSW i SB, aresztowany i fałszywie oskarżony o współpracę z CIA. Sąd wojskowy skazał go na 10 lat pozbawienia wolności. W latach 1985–1989 był przetrzymywany w więzieniach na warszawskim Mokotowie przy ul. Rakowieckiej i w Barczewie. Uniewinniony przez Sąd Najwyższy. Wyszedł na wolność 22 grudnia 1989. Sąd Najwyższy określił go jako ostatniego więźnia politycznego PRL.

### III RP
Był pełnomocnikiem pułkownika Ryszarda Kuklińskiego w Polsce, organizując kampanię o przywrócenie mu dobrego imienia. Przyczynił się do ujawnienia jego misji wywiadowczej oraz do jego rehabilitacji. W 1998 przygotował wizytę pułkownika w Polsce. Od 2006 był założycielem i dyrektorem Izby Pamięci Pułkownika Kuklińskiego (mieści się przy ul. Kanoniej 20/22 na warszawskiej Starówce w pobliżu katedry św. Jana Chrzciciela).
Współpracował ze Światowym Związkiem Żołnierzy Armii Krajowej oraz był jednym z inicjatorów budowy Pomnika Katyńskiego w Warszawie.
W latach 1990–2003 publikował w prasie polskiej i polonijnej w USA, m.in. w „Tygodniku Solidarność”, „Wprost”, „Polsce Zbrojnej”, „Nowym Świecie”, „Gazecie Polskiej”, „Dzienniku Chicagowskim”, „Nowym Dzienniku”, „Dzienniku Związkowym”. W latach 1994–2003 wykładał w Instytucie Dziennikarstwa Uniwersytetu Warszawskiego, od 1996 do 2001 był profesorem nadzwyczajnym i prorektorem w Wyższej Szkole Dziennikarstwa im. Melchiora Wańkowicza. Od 2001 wykładał w Wyższej Szkole Stosunków Międzynarodowych i Amerykanistyki oraz na Uniwersytecie Kardynała Stefana Wyszyńskiego. Był również wykładowcą w założonej przez o. Tadeusza Rydzyka toruńskiej Wyższej Szkole Kultury Społecznej i Medialnej oraz publicystą i felietonistą „Naszego Dziennika”, „Naszej Polski”, Radia Maryja, Telewizji Trwam i internetowego SIM Radia. Współpracował przy tworzeniu kilku filmów historycznych dla Telewizji Polskiej i Telewizji Trwam. Był autorem wielu audycji radiowych.
Autor kilku tysięcy artykułów, esejów politycznych, książek (zwłaszcza o pułkowniku Ryszardzie Kuklińskim i Józefie Piłsudskim), audycji radiowych i scenariuszy filmów dokumentalnych. Ostatnią jego publikacją jest książka-album „Grunwald. Pole chwały” wydana w lipcu 2010.
Był związany z piosenkarką Haliną Frąckowiak, z którą miał syna Filipa Frąckowiaka. Syn został następcą Józefa Szaniawskiego na stanowisku dyrektora Izby Pamięci Pułkownika Kuklińskiego.
4 września 2012 zmarł tragicznie w Tatrach w wyniku upadku do Dolinki pod Kołem, schodząc po zdobyciu szczytu Świnicy w kierunku Zawratu. 15 września 2012 w bazylice archikatedralnej św. Jana Chrzciciela w Warszawie odbył się jego pogrzeb. Został pochowany w Alei Zasłużonych na Cmentarzu Wojskowym na Powązkach (kwatera A29-tuje-26).

## Upamiętnienie
11 grudnia 2012 jego syn, Filip Frąckowiak, powołał Fundację Józefa Szaniawskiego, której głównym celem jest kontynuacja prac Józefa Szaniawskiego, w tym rozwój muzeum przez niego stworzonego.
W listopadzie 2013 ukazała się biografia Józefa Szaniawskiego autorstwa Filipa Frąckowiaka pt. Józef Szaniawski. Ostatni więzień polityczny PRL.
24 listopada 2013 w przedsionku kościoła św. Jacka parafii pod tym samym wezwaniem w Chicago odsłonięto tablicę upamiętniającą Józefa Szaniawskiego.
18 grudnia 2022 odbyła się uroczystość poświęcenia tablicy pamiątkowej poświęconej Józefowi Szaniawskiemu na froncie kamienicy przy ul. Kanonia 10/12/14 w Warszawie, czyli w miejscu jego wieloletniego zamieszkania.

## Wybrane publikacje
- Reduta-Polska między historią a geopolityką (2002), Warszawa-Chicago, ISBN 83-88455-65-6.
- Samotna misja pułkownik Kukliński i zimna wojna (2003), Warszawa-Chicago, ISBN 83-88455-85-0.
- Pułkownik Kukliński – Misja Polski (2005), Wydawnictwo Ex Libris, Warszawa-Chicago, ISBN 83-89351-29-3 (przedmowa – Tomasz Lis).
- Pułkownik Kukliński – tajna misja (2008), Oficyna Wydawnicza „Rytm”, Warszawa, ISBN 978-83-7399-257-3.
- Victoria Polska. Marszałek Piłsudski w obronie Europy, Wydawnictwo Ex Libris, Warszawa 2009, ISBN 978-83-7634-020-3 (przedmowa – biskup Tadeusz Płoski).
- Grunwald pole chwały (2010), Wydawnictwo Ex Libris, Warszawa 2010, ISBN 978-83-7634-052-4 (przedmowa – biskup Tadeusz Płoski).
- Czas historią pisany (2012, pośmiertnie – zbiór felietonów Józefa Szaniawskiego opublikowanych na łamach „Naszego Dziennika” w latach 2006–2012), Księgarnia Naszego Dziennika, Warszawa, ISBN 978-83-912486-4-5[3].

## Odznaczenia, tytuły i wyróżnienia
- Medal „Pro Memoria”[17]
- Medal „Milito Pro Christo”[17]
- Odznaka Honorowa i Medal Pamiątkowy Kustosza Tradycji, Chwały i Sławy Oręża Polskiego – 2008[18]
- Tytuł i odznaka „Zasłużony dla Warszawy” (30 lipca 2011)[19]
- Order Świętego Stanisława[3]
- Oficerska szabla honorowa Wojska Polskiego[3]
- Krzyż Kawalerski Orderu Odrodzenia Polski – pośmiertnie (11 września 2012, „za wybitne osiągnięcia w dokumentowaniu i upamiętnianiu prawdy o najnowszej historii Polski, za zasługi na rzecz przemian demokratycznych w kraju”)[20][21][22]